# 29 d'agost
El 29 d'agost és el dos-cents quaranta-unè dia de l'any del calendari gregorià i el dos-cents quaranta-dosè en els anys de traspàs. Queden 124 dies per finalitzar l'any.

## Esdeveniments
Països Catalans
- 1642 - Perpinyà (el Rosselló): la ciutat, fins aleshores en mans dels terços castellans, és ocupada per les tropes franceses, després de quatre mesos de setge (guerra dels Segadors).
- 1881 - El Catllar: En la Festa Major d'aquesta població del Tarragonès és carregat el primer 4 de 9 sense folre de la història dels castells per part de la Colla Nova dels Xiquets de Valls, actual Colla Joves Xiquets de Valls.[1]
- 1936 - Castelló de la Plana: és desembarcat al port i assassinat el diputat valencià Francisco Javier Bosch Marín (DRV) amb 55 persones més.

Resta del món
- 1533 - Assassinat d'Atahualpa, el darrer inca, per Pizarro.
- 1831 - Michael Faraday inventa la dinamo.
- 1839 - Oñati (País Basc): se signa el Conveni de Bergara que posa fi a la Primera guerra carlina.
- 1842 - Acaba la primera guerra de l'opi.
- 1867 - Múnic El jurista i llatinista Karl Heinrich Ulrichs (1825-1895) fa la seva sortida de l'armari davant 500 juristes.
- 1929 - Lakehurst, Nova Jersey (EUA): El dirigible alemany Graf Zeppelin completa la seva primera volta al món.
- 1939 - Berlín: El govern alemany llança un ultimàtum al de Varsòvia.
- 1982 - El meitneri, un element químic artificial amb el nombre atòmic 109, fou sintetitzat per primer cop a Alemanya.
- 2004 - El pilot alemany Michael Schumacher és consagrat per setena vegada campió del món de Formula 1 al Grand Prix de Bèlgica disputat al circuit de Spa-Francorchamps.
- 2005 - L'Huracà Katrina inunda el 80% de Nova Orleans i assola la major part de la costa dels Estats Units al Golf de Mèxic, causant almenys 1.836 morts i danys per més de 81.000 milions de dòlars.

## Naixements
Països Catalans
- 1884 - València, l'Horta: Josep Capuz i Mamano, escultor valencià.
- 1897 - Gràcia, Barcelona: Maria Vila, primera actriu catalana (m. 1963).[2]
- 1927 - Barcelona: Rosa Sabater i Parera, pianista i pedagoga catalana (m. 1983).[3]
- 1929 - Barcelona, Barcelonès: Rosa Sabater i Parera, pianista i pedagoga catalana.
- 1931 - Alcoi, Alcoià: Rafael Sanus Abad, bisbe auxiliar de València i teòleg valencià.
- 1962 - Alzira, Ribera Alta: Jorge Martínez, "Aspar", pilot de motociclisme valencià.
- 1995 - Barcelona: Alba Pomares López, jugadora de futbol.[4]

Resta del món
- 1619 - Reims, França: Jean-Baptiste Colbert, economista i polític francès (m. 1683).[5]
- 1632 - Wrington, Somerset, Anglaterra: John Locke, filòsof empirista anglès (m. 1704).[6]
- 1780 - Montalban, Tarn i Garona: Jean Auguste Dominique Ingres, pintor francès d'estètica neoclàssica, famós pels retrats (m. 1867).[7]
- 1847 - Udine: Romilda Pantaleoni, soprano italiana de prolífica carrera operística a finals del segle xix (m. 1917).[8]
- 1862:
  - Gant, Flandes: Maurice Maeterlinck, dramaturg i poeta belga (m. 1949).[9]
  - Crosshouse, Ayrshire, Escòcia: Andrew Fisher, polític australià i cinquè primer ministre en la història d'aquest país, en tres ocasions diferents (m. 1928).[10]
- 1871 - Mercy-le-Haut, França: Albert Lebrun, enginyer i polític francès, President de França (m. 1950).[11]
- 1881 - Filipstad, Suècia: Edvin Kallstenius, compositor suec.
- 1904 - Berlín, Alemanya: Werner Forssmann, metge alemany (m. 1979)
- 1915 - Estocolm, Suècia: Ingrid Bergman, actriu sueca.[12]
- 1920 - Kansas City, Kansas: Charlie Parker, saxofonista i compositor estatunidenc de jazz (m. 1955).[13]
- 1921 - Queens, Nova York: Iris Apfel, empresària americana, dissenyadora d'interiors i icona de moda.[14]
- 1923 - Cambridge, Anglaterra: Richard Attenborough, actor, director i productor de cinema anglès (m. 2014).
- 1924:
  - Tuscaloosa, Alabama (EUA): Dinah Washington, cantant i pianista estatunidenca (m. 1963).[15]
  - Madrid, Espanya: María Dolores Pradera, cantant i actriu espanyola.[16]
- 1929 - Sersell, Algèria: Alice Recoque, enginyera informàtica francesa (m. 2021).[17]
- 1933 - Neuilly-sur-Seine, França: Ramses Shaffy, actor i cantant neerlandès.
- 1935 - Chicago, Estats Units: William Friedkin, guionista, director i productor de cinema estatunidenc.
- 1936 - Coco Solo, Panamà: John McCain, polític estatunidenc (m. 2018).[18]
- 1942 - Madrid: Carmen Díez de Rivera Icaza, política i eurodiputada espanyola durant la transició (m. 1999).[19]
- 1943 - North Sydney, Canadà: Arthur B. McDonald, físic canadenc.Premi Nobel de Física de l'any 2015.[20]
- 1945 - Griffin, Estats Units: Wyomia Tyus, atleta nord-americana guanyadora de quatre medalles olímpiques.[21]
- 1946 - Pàdua: Lucia Valentini Terrani, mezzosoprano italiana que s'especialitzà en els papers de Rossini (m. 1998).[22]
- 1955 - 
  - Ourense: Chus Pato, escriptora, acadèmica i activista política gallega.[23]
  - San Diego, Califòrnia: Diamanda Galás, destacada soprano, compositora, pianista i artista avanguardista.[24]
- 1958 - 
  - Gary, Estats Units: Michael Jackson, cantant, compositor, intèrpret i ballarí estatunidenc.[25]
  - Buenos Aires, Argentina: Andrea Saltzman, arquitecta, ballarina i dissenyadora de moda argentina.[26]
- 1959 - Santa Rosa, Califòrnia (EUA): Rebecca De Mornay, actriu estatunidenca de cinema i televisió.[27]
- 1986 - 
  - Vilnius: Mirga Gražinytė-Tyla, directora d'orquestra lituana.[28]
  - Ciutat de Nova York, Estats Units: Lea Michele, actriu, autora i cantautora estatunidenca.
- 1962 - Colònia: Jutta Kleinschmidt, periodista i pilot de ral·lis alemanya, primera dona a guanyar el Ral·li Dakar.[29]
- 1993 - Wolverhampton, Regne Unit: Liam Payne, cantant, compositor i guitarrista britànic, pertanyent a la boy band One Direction.[30]

## Necrològiques
Països Catalans
- 1459 - València:Tecla de Borja, noble dama i molt culta escriptora valenciana (n. 1435).[31]
- 1886 - Barcelona: Elena D'Angri, cantant operística grega, que visqué a Barcelona.[32]
- 1974 - Barcelona: Cecília Alonso i Bozzo –Cecília A. Màntua–, escriptora, guionista radiofònica, dramaturga (n. 1905).[33]
- 1999 - Sant Cugat del Vallès: Pilar Llorens i Souto –Pastora Martos–, ballarina, traductora, gestora, creadora i crítica de dansa (n. 1929).[34]
- 2007 - Barcelona, Barcelonès: Rosalia Guilleumas i Brosa, bibliotecària, filòloga i directora de l'Escola de Bibliologia, de la Biblioteca de Catalunya, del Servei de Biblioteques de la Diputació de Barcelona i de la Biblioteca de la Universitat de Barcelona.[35]
- 2017 - Perpinyà, Rosselló: Angélique Duchemin, boxejadora nord-catalana.[36]
- 2019 - Sant Cugat del Vallès: Maria Dolors Renau i Manén, psicòloga, pedagoga i política catalana (n. 1936).[37]

Resta del món
- 1123 - Hustad (Noruega): Eystein I de Noruega, rei de Noruega (n. 1088).[38]
- 1442 - Casal de la Touche, Nantes: Joan V l'Anglòfil, aristòcrata bretó, duc de Bretanya (1439-1442).
- 1523 - Ufenau, Suïssa: Ulrich von Hutten, cavaller, erudit i poeta alemany, que fou seguidor de Martí Luter i reformista protestant (n. 1488).[39]
- 1960 - Hollywood, Califòrnia: Vicki Baum, escriptora austríaca (n. 1888).[40]
- 1967 - Buenos Aires, l'Argentina: Julio Irigoyen, guionista i director de cinema argentí.
- 1968 - Brisbane: Vida Lahey, destacada artista professional australiana (n. 1882).[41]
- 1975 - Dublín (Irlanda): Éamonn de Valera (en irlandès Éamonn de Bhailéara), nascut Edward George de Valera, un polític irlandès, President d'Irlanda (1959-1973). (n. 1882).[42]
- 1982 - Londres: Ingrid Bergman, actriu sueca (n. 1915).[43]
- 1985 - Moscou, URSS: Alexander Abramsky, compositor ucraïnès.
- 2017 - París, França: Janine Charrat, ballarina, coreògrafa, i directora de ball francesa.[44]
- 2018 - Cambridge, Anglaterra: James Mirrlees, economista escocès. Premi Nobel d'Economia de l'any 1996.(n. 1936).[45]
- 2021 - Los Angeles, Estats Units: Ed Asner, actor de cinema i televisió estatunidenc (n. 1929).[46]
- 2023 - Montevideo: Waldemar Victorino, futbolista uruguaià (n. 1952)

## Festes i commemoracions
- Santoral: sants Sabina de Roma, verge i màrtir; Jeanne Jugan, fundadora de les Germanetes dels Pobres; beat Edmund Ignatius Rice, fundador dels Germans Cristians.